# Malice n Wonderland
Malice n Wonderland är det tionde studioalbumet av rapparen Snoop Dogg, utgivet 8 december 2009. 

## Låtlista
1. "Intro" 0:14
2. "I Wanna Rock" 3:56
3. "2 Minute Warning" 1:53
4. "1800" (med Lil Jon) 3:35
5. "Different Languages" (med Jazmine Sullivan)  4:44
6. "Gangsta Luv" (med The-Dream) 4:16
7. "Pronto" (med Soulja Boy Tell 'Em)  4:57
8. "That's Tha Homie" 5:43
9. "Upside Down" (med Nipsey Hussle & Problem) 4:44
10. "Secrets" (med Kokane) 4:53
11. "Pimpin Ain't EZ" (med R. Kelly) 4:12
12. "Luv Drunk" (med The-Dream) 3:55
13. "Special" (med Brandy & Pharrell) 5:26
14. "Outro"